# Catherine Webb
Ne doit pas être confondu avec Katherine Webb.
Pour les articles homonymes, voir Webb.
Œuvres principales
- Les Quinze Premières Vies d'Harry August
- Touch
- La Soudaine Apparition de Hope Arden
- Le Serpent

Catherine Webb, née le 27 avril 1986 à Londres en Angleterre, est une romancière britannique, de fantasy sous le pseudonyme de Kate Griffith et de science-fiction sous celui de Claire North.

## Biographie
Catherine Webb est scolarisée à la Godolphin and Latymer School de Londres, puis étudie l'histoire à la London School of Economics et les techniques théâtrales à la Royal Academy of Dramatic Art.
Elle a 14 ans lorsque, durant des vacances scolaires, elle écrit Mirror Dreams. Son père, Nick Webb, auteur et éditeur, lui suggère d'envoyer le manuscrit à un agent qu'il connait ; ce dernier finit par lui proposer de la représenter. Le livre est publié en 2002 chez Atom Books, et Webb est nommée « Young Trailblazer of the Year » (jeune pionnière de l'année) par le magazine CosmoGirl UK. Elle publie ensuite huit romans pour jeunes adultes, tous chez Atom Books.
Londonienne depuis toujours, Catherine Webb aime se promener dans les quartiers qu'elle décrit dans ses livres — Bethnal Green, Clerkenwell ainsi que le long de la Tamise — et comparer sa ville actuelle à ce qu'elle était à différentes époques du passé.

## Œuvres

### SérieWizard Laenan Kite
1. La Guerre des rêves, Gallimard Jeunesse, coll. « Scripto », 2002 ((en) Mirror Dreams, 2002), trad. Jean Esch, 364 p.  (ISBN 2-07-054945-3)
2. (en) Mirror Wakes, 2003

### SérieWaywalkers
1. (en) Waywalkers, 2003
2. (en) Timekeepers, 2004

### SérieHoratio Lyle
1. (en) The Extraordinary and Unusual Adventures of Horatio Lyle, 2006
2. (en) The Obsidian Dagger, Being the Further Extraordinary and Unusual Adventures of Horatio Lyle, 2006
3. (en) The Doomsday Machine: Another Astounding Adventure of Horatio Lyle, 2008
4. (en) The Dream Thief: An Extraordinary Horatio Lyle Mystery, 2010

### SérieLa Maison des Jeux
Cette série est parue sous le pseudonyme Claire North.
1. Le Serpent, Le Bélial', coll. « Une heure-lumière » no 36, 2022 ((en) The Serpent, 2015), trad. Michel Pagel, 160 p.  (ISBN 978-2-84344-997-0) ;
2. Le Voleur, Le Bélial', coll. « Une heure-lumière » no 40, 2022 ((en) The Thief, 2015), trad. Michel Pagel, 160 p.  (ISBN 978-2-38163-057-1) ;
3. Le Maître, Le Bélial', coll. « Une heure-lumière » no 42, 2023 ((en) The Master, 2015), trad. Michel Pagel, 160 p.  (ISBN 978-2-38163-073-1).
  - La Maison des Jeux, Le Bélial', coll. « Wotan », 2024 ((en) The Gameshouse, 2019), trad. Michel Pagel, 420 p.  (ISBN 978-2-38163-157-8)recueil regroupant les trois romans courts.

### SérieLe Chant des déesses
Cette série est parue sous le pseudonyme Claire North.
1. Pénélope, reine d'Ithaque, Hauteville, 2023 ((en) Ithaca, 2022), trad. Karine Forestier, 512 p.  (ISBN 978-2-38122-240-0)
2. Le Palais d'Ulysse, Hauteville, 2023 ((en) House of Odysseus, 2023), trad. Karine Forestier, 480 p.  (ISBN 978-2-38122-679-8)
3. (en) The Last Song of Penelope, 2024

### UniversMatthew Swift

#### SérieMatthew Swift
Cette série est parue sous le pseudonyme Kate Griffin.
1. La Folie des anges, Eclipse, 2011 ((en) A Madness of Angels, 2009), trad. Benoît Domis, 560 p.  (ISBN 978-2-36270-024-8)
2. (en) The Midnight Mayor, 2010
3. (en) The Neon Court, 2011
4. (en) The Minority Council, 2012

#### SérieMagicals Anonymous
Cette série est parue sous le pseudonyme Kate Griffin.
1. (en) Stray Souls, 2012
2. (en) The Glass God, 2013

### Romans indépendants
Ces romans sont parus sous le pseudonyme Claire North.
- Les Quinze Premières Vies d'Harry August, Delpierre, 2014 ((en) The First Fifteen Lives of Harry August, 2014), trad. Isabelle Troin, 528 p.  (ISBN 978-2-37072-004-7)Réédition, Milady, 2015, 528 p. (ISBN 978-2-8112-1506-4) ; réédition, Bragelonne, 2022, 576 p. (ISBN 979-10-281-2162-4) - Prix John-Wood-Campbell Memorial 2015
- Touch, Delpierre, 2015 ((en) Touch, 2015), trad. Isabelle Troin, 408 p.  (ISBN 978-2-37072-025-2)Réédition, Milady, 2016, 384 p. (ISBN 978-2-8112-1862-1)
- La Soudaine Apparition de Hope Arden, Delpierre, 2016 ((en) The Sudden Appearance of Hope, 2016), trad. Isabelle Troin, 560 p.  (ISBN 978-2-37072-046-7)Réédition, Milady, 2017, 480 p. (ISBN 978-2-8112-3095-1) - Prix World Fantasy du meilleur roman 2017
- (en) The End of the Day, 2017
- 84K, Bragelonne, 2021 ((en) 84K, 2018), trad. Annaïg Houesnard, 512 p.  (ISBN 979-10-281-1840-2)Réédition, Bragelonne, 2022, 552 p. (ISBN 979-10-281-1533-3)
- (en) The Pursuit of William Abbey, 2019
- Sweet Harmony, Le Bélial', coll. « Une heure-lumière » no 49, 2024 ((en) Sweet Harmony, 2020), trad. Michel Pagel, 160 p.  (ISBN 978-2-38163-111-0)
- (en) Notes from the Burning Age, 2021